# Aukcja groszowa
Aukcja groszowa (ang. bidding fee auction, penny auction) – rodzaj gry hazardowej w formie aukcji internetowej. Z punktu widzenia teorii gier jest to loteria, w której jest nieskończona liczba losów i każdy z uczestników może kupić wiele losów. Wygrywa ostatni zakupiony los. Losowość polega na tym, że kupując los nie wiadomo, który los będzie ostatni, przy czym uczestnicy są informowani o zakupieniu kolejnego losu w danej aukcji. Uczestnicy mogą przemiennie kupować los, bo każdy z nich chce być ostatnim. W końcu może dojść do tego, że zapłata za licytowany przedmiot może przewyższyć jego wartość, ale uczestnicy nie zaprzestają kupowania losów, by zminimalizować stratę. W efekcie zdarza się, iż licytujący tracą na udziale w grze, włącznie z osobą wygrywającą. Problem dobrze ilustruje aukcja o dolara.
Aukcje tego typu zazwyczaj nie są traktowane jako podlegające pod ustawy hazardowe.

## Zasada działania
Uczestnicy podbijają cenę na aukcjach, używając do tego zakupionych wcześniej BID-ów. Każde zalicytowanie zwiększa cenę produktu o pewną kwotę i wydłuża czas trwania aukcji o kilka- kilkanaście sekund. W momencie, gdy zegar aukcji dochodzi do zera, wygrywa ta osoba, która zaproponowała najwyższą cenę. Zwycięzca opłaca cenę końcową aukcji oraz koszty wysyłki towaru. Do poniesionych wydatków wlicza się także kwota przeznaczona przedtem na zakup BIDów.
Teoretycznie cena końcowa aukcji może być niższa niż wartość rynkowa produktu, ale może też być wyższa.
Strony prowadzące penny auctions czerpią zyski z dwóch źródeł: z opłaty za BID-y oraz z opłaty za cenę końcową aukcji.

## Penny auctionsna świecie
Na świecie jednym z najpopularniejszych i najdłużej działających serwisów typu penny auctions jest Wellbid (znany w Polsce jako za10groszy.pl), który działa od 2007 roku. Poza nim funkcjonują też: MadBid, QuiBids, DealDash, HappyBidDay oraz OrangeBidz.